# Akasvayu
Akasvayu S.L. és una promotora immobiliària barcelonina que va ser fundada el 2001 per Josep Amat i Josep Obiol. Aquest últim es va desvincular de l'empresa poc després de la fundació. El 2005 es va donar a conèixer àmpliament gràcies a un acord de patrocini per tres anys (ampliable a quatre) amb el Club Bàsquet Girona, equip de l'ACB, que passà a anomenar-se Akasvayu Girona.
Degut a la crisi immobiliària, l'any 2009 Akasvayu va fer pactes amb caixes catalanes per reduir deute, que van portar que la promotora es quedés sense actius immobiliaris, i que es van adjudicar les entitats financeres. Entre elles hi ha Caixa Penedès i Caixa Laietana, que es van adjudicar promocions a Sant Just Desvern, Vic, Celrà i Palafrugell.
L'any 2010 la immobiliària Finques 3 Cases va instar el concurs necessari de creditors d'Akasvayu, que va ser admès a tràmit pel jutjat mercantil número 3 de Barcelona. Finques 3 Cases reclamà a Akasvayu 900.000 euros per l'incompliment d'un contracte que preveia que la immobiliària Finques 3 Cases comercialitzés en exclusiva totes les promocions d'Akasvayu a Espanya i a Andorra, xifra que rondava els 4.000 habitatges segons les previsions. No obstant això, Akasvayu només va lliurar 121 habitatges i quatre locals.
Akasvayu, que va irrompre en el mercat en plena bombolla immobiliària i amb un model de negoci basat en l'endeutament, està avui desmantellada, suma un deute d'uns 100 milions i no disposa de domicili social. La societat ja no está operativa i no té treballadors. Va ser desnonada per impagament de la seva seu, al carrer Pere i Pons de Barcelona, on estava domiciliada també la societat que consta com a primer accionista, Drogba Seis, de la que és administrador únic Amat.